# Katedra Pokrowa Matki Bożej w Olsztynie
Katedralny Sobór Greckokatolicki Pokrowu Matki Bożej w Olsztynie (ukr. Катедральний собор Покрову Пресвятої Богородиці) – cerkiew greckokatolicka mieszcząca się przy ulicy Lubelskiej w Olsztynie.
Jest to nowoczesna świątynia wybudowana w latach 1995–2000. Posiada jedną kopułę i współczesny ikonostas.
25 listopada 2020 papież Franciszek ustanowił cerkiew katedrą nowo powstałej eparchii olsztyńsko-gdańskiej.
Proboszczem miejscowej parafii katedralnej jest protojerej Jan Hałuszka, protosynkel eparchii olsztyńsko-gdańskiej.